# 雙色密光鰓魚
雙色密光鰓魚（学名：Pycnochromis dimidiatus），又名雙色光鰓雀鯛，為輻鰭魚綱雀鯛科光鰓魚屬下的一種。分布於印度洋區，包括紅海、東非、南非、模里西斯、留尼旺、查戈斯群島、馬爾地夫、斯里蘭卡、安達曼海、泰國與聖誕島海域，深度1至36公尺，本魚體呈卵圓形，體色前2/3深褐色至黑色，後1/3淺藍灰色至白色，背鰭硬棘12枚、背鰭軟條11-12枚、臀鰭硬棘2枚、臀鰭軟條12枚，體長可達9公分，棲息在潟湖及臨海礁石區，成小群或單獨活動，日行性，以浮游生物為食，可做為觀賞魚。